# Séroprévalence
La séroprévalence ou séroépidémiologie évalue le nombre de personnes, dans une population donnée, ayant été exposées à un microorganisme, ou à un vaccin, et qui développent des anticorps spécifiques à des taux significatifs (pour le diagnostic – personnes séropositives –, ou pour la prévention – personnes protégées ou immunisées –-).
Les techniques de détection d'anticorps sont les tests sérologiques, pratiqués alors sur l'ensemble d'une population ou sur un échantillon représentatif de celle-ci. La séroprévalence est souvent présentée sous forme de pourcentage ou encore de cas ramenés à une population de 100 000 individus.